# David Säfwenberg
Carl David Säfwenberg (1. října 1896 – 31. července 1957) byl švédský reprezentační hokejový útočník.
V roce 1920 byl členem Švédské hokejové týmu, který skončil čtvrtý na Letních olympijských hrách. Odehrál jeden zápas a vstřelil jednu branku.